# Смирнівка
Сми́рнівка — село в Україні, у Лозівській міській громаді Лозівського району Харківської області. Населення становить 996 осіб. До 2020 орган місцевого самоврядування — Смирнівська сільська рада.

## Географія
Село Смирнівка знаходиться на берегах річки Бритай, вище за течією на відстані 2 км розташоване село Веселе, нижче за течією на відстані 3 км розташоване село Шатівка.

## Історія
Село засноване в 1892 році.
Станом на 1886 рік у селі Смирне Михайлівської волості Павлоградського повіту Катеринославської губернії мешкало 365 осіб, налічувалось 64 дворових господарства, існувала православна церква, відбувався щорічний ярмарок.
12 червня 2020 року, відповідно до Розпорядження Кабінету Міністрів України  № 725-р «Про визначення адміністративних центрів та затвердження територій територіальних громад Харківської області», увійшло до складу Лозівської міської громади.
17 липня 2020 року, в результаті адміністративно-територіальної реформи та ліквідації колишнього Лозівського району (1923—2020), увійшло до складу новоутвореного Лозівського району Харківської області.

## Економіка
- Кам'яний кар'єр.

## Пам'ятки
Ботанічний заказник місцевого значення «Гора Городовище» — об'єкт природно-заповідного фонду Харківської області.